# International Falls
La ville d’International Falls est le siège du comté de Koochiching, dans l’État du Minnesota, aux États-Unis, juste à la frontière avec le Canada. Sa population s’élevait à 6 424 habitants lors du recensement de 2010, estimée à 5 811 habitants en 2019.
La ville sœur d’International Falls est Fort Frances, dans la province de l’Ontario, dont elle est séparée par la Rivière à la Pluie. 
Le pont international Fort Frances-International Falls relie à la fois les deux villes et les deux pays.

## Climat
International Falls revendique le titre de « congélateur du pays ». En effet, les hivers, comme dans tout le Minnesota, sont souvent rudes. Un record de température de −43 °C y a été battu le 21 janvier 2011.

## Source
- (en) Cet article est partiellement ou en totalité issu de l’article de Wikipédia en anglais intitulé « International Falls, Minnesota » (voir la liste des auteurs).

1. ↑  (en) « Population and Housing Unit Estimates », United States Census Bureau, 24 mai 2020 (consulté le 27 mai 2020)
2. ↑  (en) Bureau du recensement des États-Unis, « Census of Population and Housing » (consulté le 7 janvier 2014)
3. ↑  (en) « Population Estimates » [archive du 22 mai 2014], Bureau du recensement des États-Unis (consulté le 19 juillet 2014)
4. ↑  Météo-France - Le Midwest américain touché par une vague de froid polaire, 24 janvier 2011